# Nándor Gion

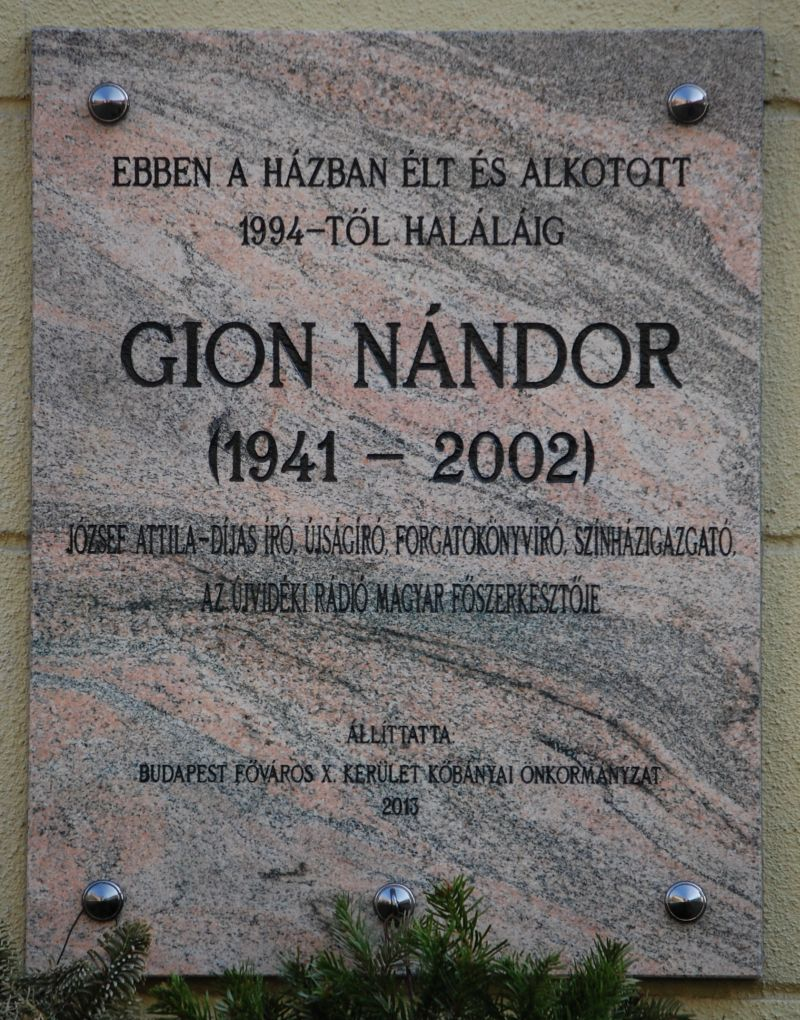
Tablica pamiątkowa w Budapeszcie

Nándor Gion (ur. 1 lutego 1941 w Srbobranie, zm. 27 sierpnia 2002 w Segedynie) – węgierski pisarz.
Ukończył filologię węgierską na Uniwersytecie w Nowym Sadzie. Pracował jako dziennikarz radiowy oraz kierował teatrem w Nowym Sadzie. W 1993 roku wyjechał z Jugosławii i zamieszkał w Budapeszcie.

## Twórczość
- Kétéltűek a barlangban (1968)
- Testvérem, Joáb (1969)
- Engem nem úgy hívnak (1970)
- Ezen az oldalon (1971)
- Postarablók (1972)
- Virágos katona (1973)
- Olyan, mintha nyár volna (1974)
- Grał także dla łotrów (Latroknak is játszott, 1976, polski przekład 1985, tłum. Krystyna Pisarska, ISBN 83-07-01183-3)
- A kárókatonák még nem jöttek vissza (1977)
- Salwa na cześć czarnego bawołu (Sortűz egy fekete bivalyért, 1982, polski przekład 1987, ISBN 83-10-09187-7)
- Az angyali vigasság (1985)
- Börtönről álmodom mostanában (1990)
- Izsakhár (1994)
- Mint a felszabadítók (1996)
- Sorsfordítók – 23 orvos legszebb történetei (1996)
- Ez a nap a miénk (1997)
- Rózsaméz
- Aranyat talált
- Mit jelent a tök alsó? Novellák a hagyatékból (2004)